# 이와쿠라 도모사다
이와쿠라 도모사다(일본어: 岩倉具定, 1852년 1월 18일(가에이 4년 12월 27일) ~ 1910년(메이지 43년) 4월 1일)는 일본의 구게 출신으로 제4대 궁내 대신을 역임하였다. 이와쿠라 도모미의 셋째아들이다.
사위는 히가시후시미노미야 요리히토 친왕 등이 있다.
메이지 유신 이후 궁내대신, 귀족원 의원 등 요직을 두루 역임하고, 이와쿠라 공작가의 자산 경영에도 성공한 메이지 시기의 유력 화족 중 한 명이다. 아버지 이와쿠라 도모미의 영향 아래 성장했지만, 도모사다 본인도 국정과 궁중 제도 정비에 힘쓴 인물로 평가받는다.